# Fatigue oculaire
 (mars 2017).
Si vous disposez d'ouvrages ou d'articles de référence ou si vous connaissez des sites web de qualité traitant du thème abordé ici, merci de compléter l'article en donnant les références utiles à sa vérifiabilité et en les liant à la section « Notes et références ».
 Mise en garde médicale
La fatigue oculaire aussi connue sous le nom d'asthénopie (du grec "asthenopia: ασθεν-ωπία") se manifeste par des symptômes non spécifiques tels que la fatigue, des douleurs dans ou autour des yeux, vision floue, des maux de tête et, occasionnellement, une vision double. Les symptômes surviennent souvent après la lecture, le travail sur ordinateur, ou d'autres activités qui impliquent des tâches visuelles intenses.
Lorsque l'on se concentre sur une tâche visuelle intense, comme en se concentrant en continu sur un livre ou un moniteur d'ordinateur, le muscle ciliaire devient tendu. Ceci peut causer une irritation des yeux et devenir inconfortable. Mais se concentrer sur un objet lointain au moins une fois par heure, résout généralement le problème.
Un moniteur d'ordinateur à tube cathodique avec une fréquence faible (<70Hz) peut causer des problèmes car l'image scintille. De vieux écrans à tube cathodique peuvent aussi perdre leur mise au point et l'image peut devenir floue ce qui peut entraîner une fatigue des yeux. Les écrans LCD en revanche ne perdent pas leur mise au point mais sont également sensibles au scintillement si le rétroéclairage de l'écran LCD utilise la technologie MLI. Le rétro-éclairage MLI s'allume et s’éteint à intervalles très courts et le scintillement créé, perceptible, entraîne une fatigue des yeux.

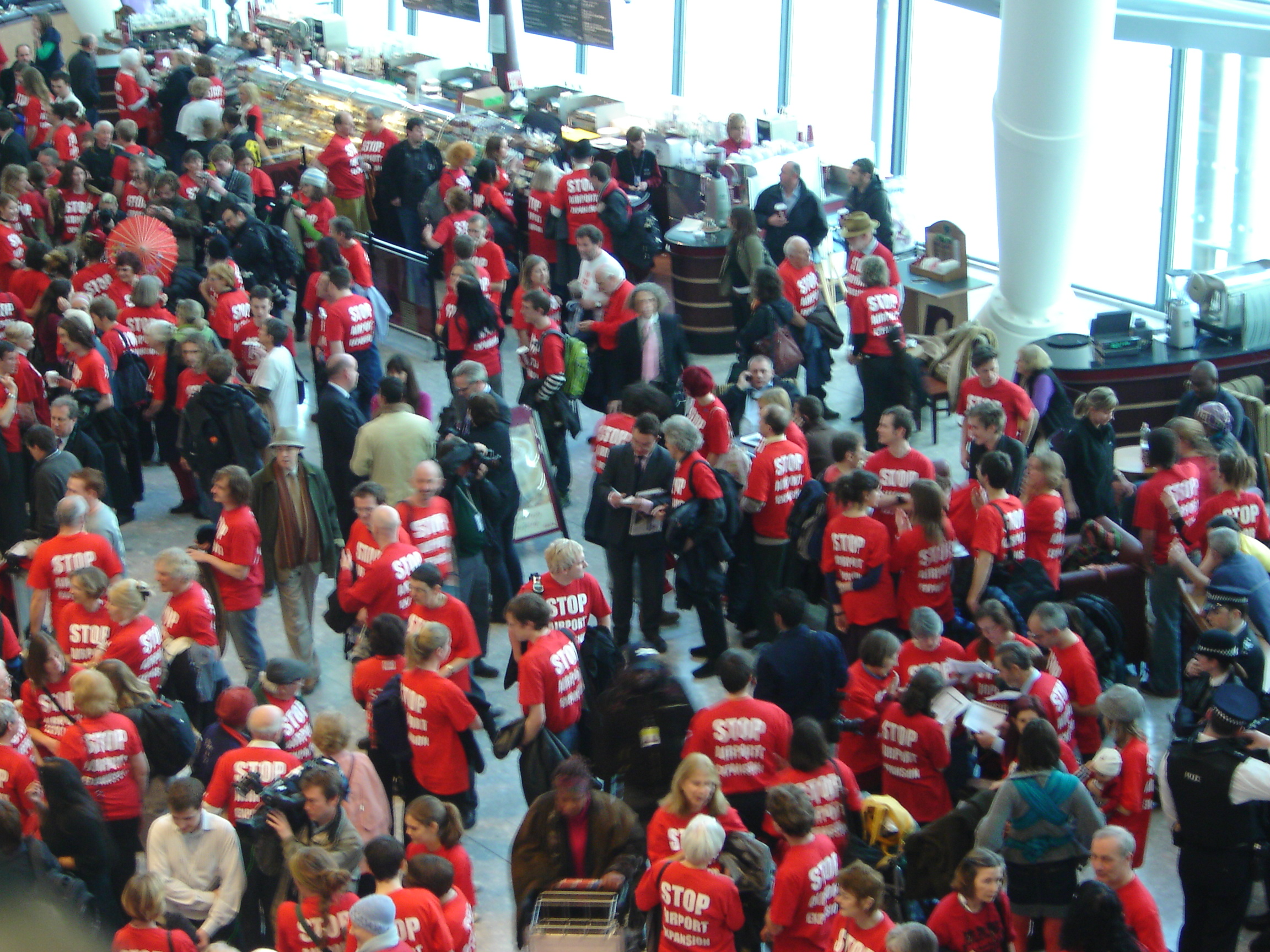
Une photo avec deux fois la même image légèrement déplacée en raison du mouvement de l'appareil photo peut causer une fatigue oculaire.

Une page ou une photo avec deux fois la même image légèrement déplacée (à partir d'une impression d'incident, ou d'un mouvement d'appareil photo pendant la prise peut causer une fatigue visuelle par le cerveau de la mauvaise interprétation de l'image faute, diplopie et essayant en vain de régler les mouvements latéraux des deux globes oculaires pour fusionner les deux images en une seule.
La même chose peut arriver avec une image floue (y compris les images délibérément floues car censurées), rendant les muscles ciliaires à l'intérieur du globe oculaire douloureux car ils essayent en vain de faire la mise au point.

## Causes
Parfois l'asthénopie peut être dû à certains problèmes visuels, par exemple, des défauts visuels non corrigées ou des problèmes de vision binoculaire tels que l'hétérophorie. Elle est souvent causée en regardant des écrans comme ceux des ordinateurs ou des téléphones.

## Traitement
Bien que des mesures préventives, comme prendre des pauses durant les activités qui causent la fatigue oculaire soient conseillées, il existe certains traitements qu'une personne souffrant de cette maladie peut prendre pour soulager la douleur ou l'inconfort qu'elle peut causer. Le plus efficace est peut-être de supprimer toutes les sources de lumière dans une pièce et de se détendre les yeux dans l'obscurité. Les yeux n'ayant plus besoin de faire de mise au point vont naturellement se détendre petit à petit, soulageant l'inconfort causé par la fatigue musculaire. Des compresses froides peuvent aussi aider dans une certaine mesure, sans toutefois être trop froide, ce qui pourrait endommager les yeux eux-mêmes (comme de la glace). Un certain nombre de sociétés offrent des "lunettes pour ordinateur" qui, grâce à l'utilisation de verres spécialement teintés, aident à soulager la fatigue oculaire, elles ne peuvent toutefois pas complètement l'empêcher.